# Académie royale suédoise des belles-lettres, d'histoire et des antiquités
L'Académie royale suédoise des belles-lettres, d'histoire et des antiquités (en suédois Kungliga Vitterhets Historie och Antikvitets Akademien, KVHAA) ou parfois plus simplement appelée l'Académie royale des lettres (Vitterhetsakademien) est une académie royale de Suède fondée en 1753 par la reine Louise-Ulrique de Prusse spécialisée dans les sciences humaines. Elle publie entre autres le journal archéologique et historique Fornvännen depuis 1906. Son siège est le bâtiment Rettigska huset située sur la rue Villagatan à Stockholm.

## À propos de l'Académie
Les responsabilités de l'Académie ont évolué pour englober l'ensemble du domaine des sciences humaines au sens le plus large. Son objectif est de « promouvoir la recherche et d'autres activités dans le domaine des sciences humaines, des études religieuses, du droit, des sciences sociales et du patrimoine culturel ». Elle y parvient principalement par l'octroi d'un soutien financier et par un programme de publications dynamique. L'Académie publie notamment la revue Fornvännen. À la demande du gouvernement ou d'une autorité publique, ou de sa propre initiative, l'Académie émet des avis sur des questions relatives à ses domaines d'activité.
L'Académie possède et gère le château de Stjernsund à Närke, le château de Skånelaholm à Uppland, le village de Stensjö à Småland et le village de Borgs à Öland.
La bibliothèque de l'Académie fait partie du Conseil du patrimoine national suédois et est une bibliothèque scientifique publique spécialisée. Elle est ouverte au public.